# Campeonato Mundial de Corta-Mato de 2003
O 31º Campeonato Mundial de Corta-Mato foi realizado em 29 e 30 de março de 2003, em Lausanne, Suíça. 

## Resultados

### Corrida Longa Masculina

#### Individual
| Medalha | Atleta                      | País    | Tempo     |
| Ouro    | Kenenisa Bekele             | Etiópia | 35:56 min |
| Prata   | Patrick Ivuti               | Quênia  | 36:09 min |
| Bronze  | Gebre-egziabher Gebremariam | Etiópia | 36:17 min |

#### Equipas
| Medalha | Selecção | Marca  |
| Ouro    | Quênia · Patrick Ivuti (2º) · Richard Limo (4º) · Paul Koech (5º) · John Cheruiyot Korir (6º)                  | 17 pts |
| Prata   | Etiópia · Kenenisa Bekele (1º) · Gebre-egziabher Gebremariam (3º) · Sileshi Sihine (7º) · Ketema Nigusse (13º) | 23 pts |
| Bronze  | Marrocos · Hicham Chatt (8º) · Khalid El Amri (10º) · Abderrahim Goumri (15º) · Jaouad Gharib (23º)            | 51 pts |

### Corrida Curta Masculina

#### Individual
| Medalha | Atleta          | País    | Tempo     |
| Ouro    | Kenenisa Bekele | Etiópia | 11:01 min |
| Prata   | John Kibowen    | Quênia  | 11:04 min |
| Bronze  | Benjamin Limo   | Quênia  | 11:06 min |

#### Equipas
| Medalha | Selecção                                                                                                | Marca  |
| Ouro    | Quênia · John Kibowen (2º) · Benjamin Limo (3º) · Michael Kipyego (4º) · Thomas Kiplitany (5º)          | 14 pts |
| Prata   | Etiópia · Kenenisa Bekele (1º) · Meba Tadesse (7º) · Tessema Absher (12º) · Abiyote Endale (13º)        | 31 pts |
| Bronze  | Marrocos · Khalid El Amri (6º) · Abderrahim Goumri (10º) · Ahmed Baday (15º) · Abdelkader Hachlaf (16º) | 44 pts |

### Corrida Júnior Masculina

#### Individual
| Medalha | Atleta                    | País   | Tempo     |
| Ouro    | Eliud Kipchoge            | Quênia | 22:47 min |
| Prata   | Boniface Kiprop Toroitich | Uganda | 22:49 min |
| Bronze  | Solomon Busendich         | Quênia | 22:51 min |

#### Equipas
| Medalha | Selecção | Marca  |
| Ouro    | Quênia   | 15 pts |
| Prata   | Etiópia  | 28 pts |
| Bronze  | Uganda   | 48 pts |

### Corrida Longa Feminina

#### Individual
| Medalha | Atleta          | País           | Tempo     |
| Ouro    | Werknesh Kidane | Etiópia        | 25:53 min |
| Prata   | Deena Kastor    | Estados Unidos | 26:02 min |
| Bronze  | Merima Denboba  | Etiópia        | 26:28 min |

#### Equipas
| Medalha | Selecção                                                                                                | Marca  |
| Ouro    | Etiópia · Werknesh Kidane (1ª) · Merima Denboba (3ª) · Eyerusalem Kuma (4ª) · Tereza Yohannes (9ª)      | 17 pts |
| Prata   | Quênia · Magdaline Chemjor (5ª) · Elizabeth Rumokol (6ª) · Caroline Kilel (8ª) · Jepkorir Aiyabei (12ª) | 30 pts |
| Bronze  | Estados Unidos · Deena Kastor (2ª) · Colleen De Reuck (7ª) · Katie McGregor (15ª) · Elva Dryer (17ª)    | 36 pts |

### Corrida Curta Feminina

#### Individual
| Medalha | Atleta          | País    | Tempo     |
| Ouro    | Edith Masai     | Quênia  | 12:43 min |
| Prata   | Werknesh Kidane | Etiópia | 12:44 min |
| Bronze  | Jane Wanjiku    | Quênia  | 12:46 min |

#### Equipas
| Medalha | Selecção                                                                                               | Marca  |
| Ouro    | Quênia · Edith Masai (1ª) · Jane Wanjiku (3ª) · Isabella Ochichi (4ª) · Prisca Ngetich (11ª)           | 18 pts |
| Prata   | Etiópia · Werknesh Kidane (2ª) · Merima Denboba (6ª) · Tirunesh Dibaba (7ª) · Ejegayehu Dibaba (9ª)    | 24 pts |
| Bronze  | Rússia · Alla Zhilyaeva (8ª) · Olga Romanova (14ª) · Anastasiya Zubova (30ª) · Viktoriya Klimina (34ª) | 76 pts |

### Corrida Júnior Feminina

#### Individual
| Medalha | Atleta            | País    | Tempo     |
| Ouro    | Tirunesh Dibaba   | Etiópia | 20:21 min |
| Prata   | Peninah Jepchumba | Quênia  | 20:22 min |
| Bronze  | Gelete Burika     | Etiópia | 20:28 min |

#### Equipas
| Medalha | Selecção | Marca  |
| Ouro    | Quênia   | 14 pts |
| Prata   | Etiópia  | 22 pts |
| Bronze  | Marrocos | 78 pts |